# Cratere Seleucus
Seleucus è un cratere lunare di 45,01 km situato nella parte nord-occidentale della faccia visibile della Luna.

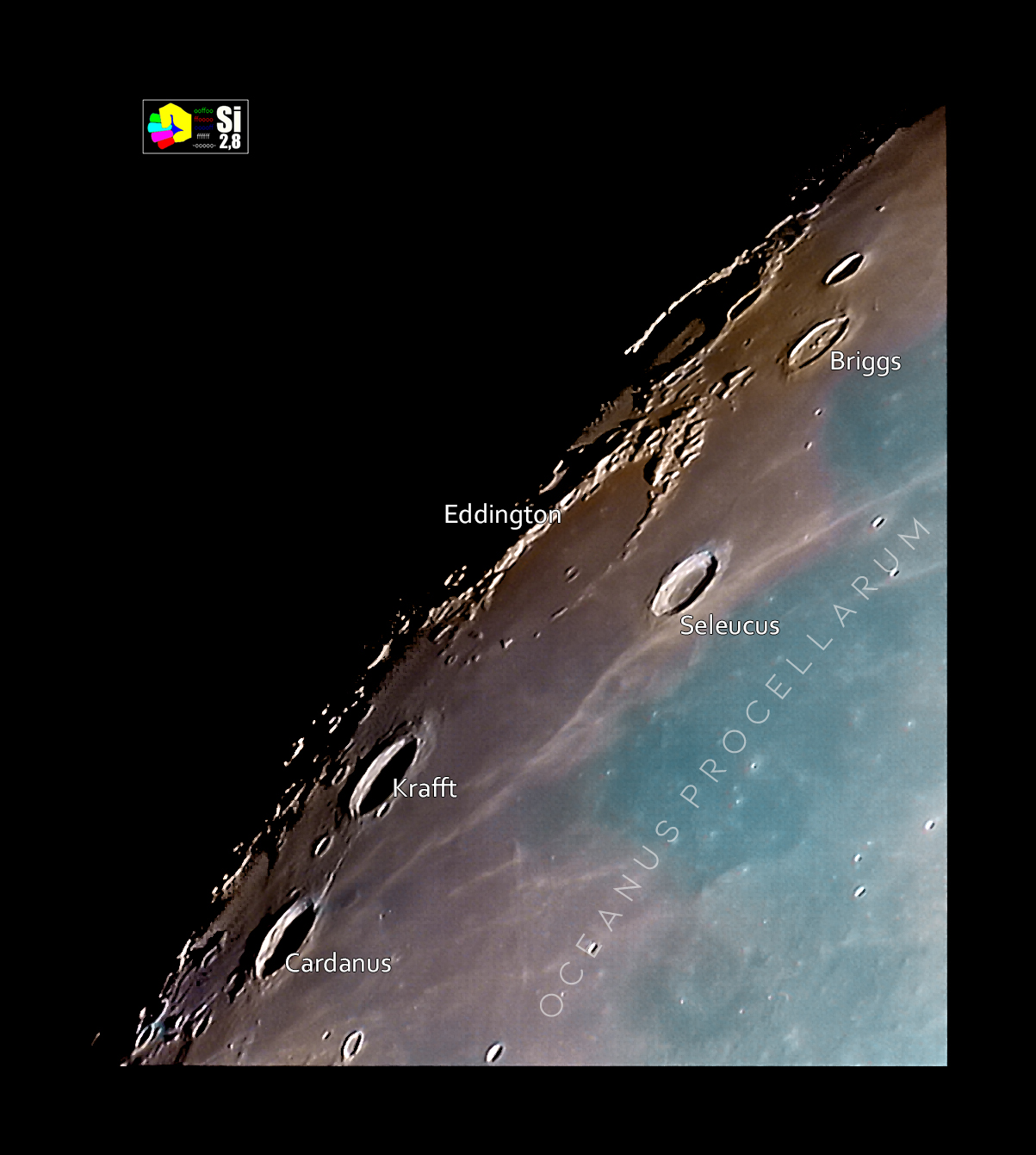
Immagine dell'area del cratere in formato selenocromatico. Vedi anche: